# Gesta Danorum
Gesta Danorum eller Danernas bedrifter är ett verk från omkring 1200 av den medeltida danske skriftställaren och historikern Saxo Grammaticus (Saxe den lärde) som handlar om Danmarks historia. Verket är därför också känt som Saxos Danmarkshistoria, Saxos Danmarkskrönika, Danmarks rikes krönika eller Saxos krönika. Verket skrevs på klostret i Sorø i Danmark. Gesta Danorum är det mest ambitiösa litterära verket om dansk historia och är den viktigaste källan till Danmarks tidiga historia och bidrog till att definiera nationens identitet. Verket ger också mycket information om fornnordisk mytologi.

## Disposition

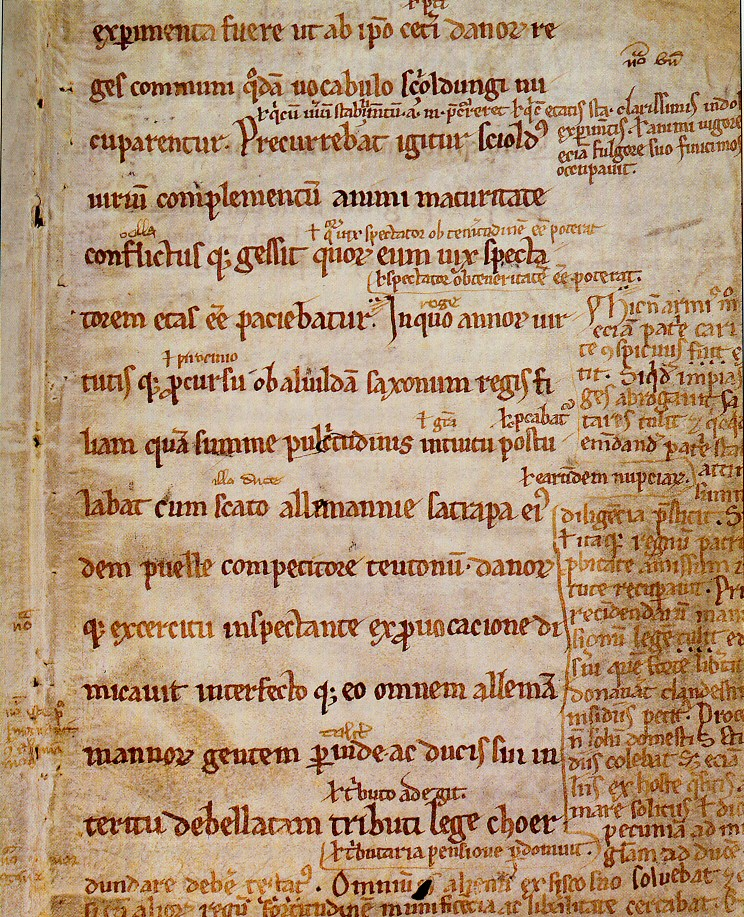
Angersfragmentet, första sidan.

Verket, som skrevs på uppdrag av ärkebiskop Absalon, beskriver på latin i 16 böcker tiden från sagokungen Dan den högmodige till Knut VI, och avslutas med att venderna blir besegrade 1185. Verket är skrivet på prosa med ett sprudlande och underhållande språk, och med inslag av poesi. 
De 16 böckerna kan delas in i två delar. De första nio böckerna behandlar sagotiden och tar upp cirka 60 sagokungar. Dessa böcker är antagligen baserade på skriftliga källor. Bland annat antas det att Saxo har haft tillgång till en latinsk utgåva av Sköldungasagan samt en utgåva av Anglosaxiska krönikan. I slutet av bok 8 har han eventuellt byggt på skriftliga källor som Adam av Bremen, Roskildekrönikan samt Sven Aggesens Danmarkshistoria. Bok 9 slutar med Gorm den gamle och tar därför upp den första faktiskt dokumenterade kungen av Danmark. Böckerna 10 till 13 handlar om tiden mellan Harald Blåtand och mitten av 1100-talet. Den längre boken 14 och den korta bok 15 beskriver De danska inbördeskrigen 1131–1134 och Valdemar den store.

## Bakgrund

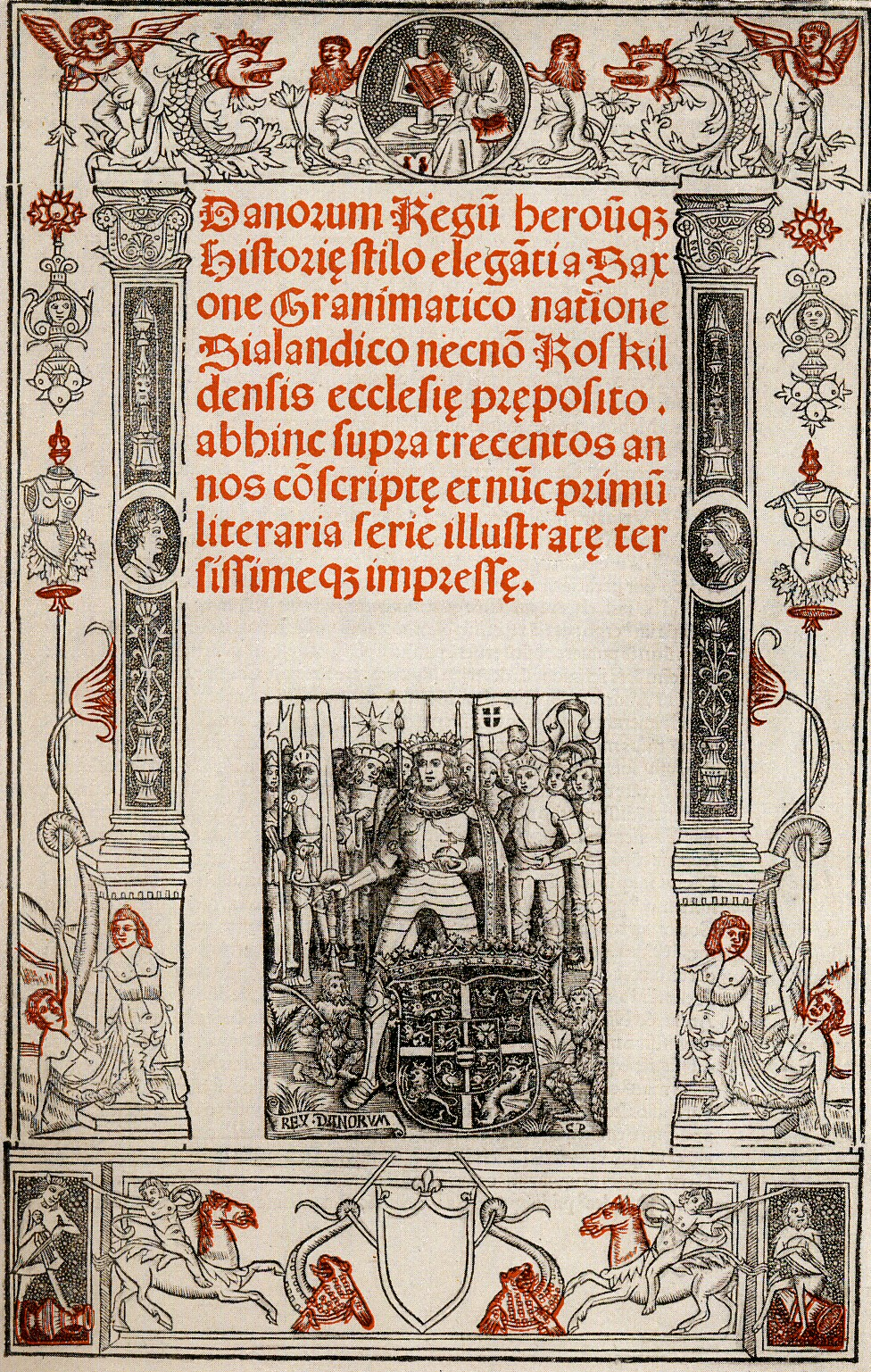
Omslaget till Christiern Pedersens utgåva, Paris 1514

Orsaken till att kyrkan ville betala för att Gesta Danorum skulle bli en realitet var att man ville understryka Danmarks allmänna oberoende, och därmed understödja den danska kyrkans oavhängighet till speciellt Tysk-romerska rikets kyrka samt de många motpåvarna. Verket ställer sig i klar reaktion mot förhållandena under de danska inbördeskrigen som den tysk-romerske kejsaren hade blandat sig i och stöttat den ena av flera kungsämnen, vilket bidrog till att Danmark blev splittrat i två delar, och 1157 i tre delar. 
Under inbördeskrigen blev den danska kyrkan en lydkyrka under den tyske kejsaren som var i opposition till påven i Rom. Verket kan också ses som en motvikt mot Adam av Bremen som förfäktat den hamburgske ärkebiskopens intressen, trots att han på samma gång visade sig vara mycket danskvänlig och uttryckte en hård dom över sin avlidne arbetsgivare, ärkebiskop Adalbert av Hamburg-Bremen.

## Amleth och Hamlet
Vissa delar av Gesta Danorum låg till grund för William Shakespeares drama Hamlet. Antagligen läste Shakespeare aldrig själv verket, men hade istället tillgång till en återberättad version av berättelsen som beskrev prinsen av Danmarks öden. Saxos version blev tryckt först 1514. Stoffet omarbetades tämligen fritt till franska 1564 av François de Belleforest, och ingick i dennes samlingsverk Histoires tragique. Det franska verket översattes till engelska 1596. Troligen var det Thomas Kyd (1558-1594) som förde berättelsen till England. Han skrev om berättelsen till ett drama cirka 1589, men detta verk har gått förlorat. Han tillförde berättelsen mycket stoff, som till exempel att fadern gick igen som en vålnad. Kyds drama var förmodligen ett melodram. Shakespeare skrev sedan omkring 1600 det berömda dramat Hamlet, som innehåller dels eget stoff, dels element av Kyds drama. Prinsens riktiga namn, Amleth, använde Shakespeare (men som anagram) som Hamlet. Det finns dock flera skillnader mellan Saxos Amleth och Shakespeares Hamlet. Ophelia nämns inte vid namn i Saxos version av berättelsen och gestalten har även en mer underordnad betydelse. Den största skillnaden är dock den inre dialogen som vi får följa inom Hamlet, när han debatterar över det dåd han ska utföra. Amleth däremot lider inte alls av dessa kval, utan är mer driven av ett kallt hämndbegär som är typiskt för den epoken. Saxos version, berättad i bok 3 och 4, är i övrigt ganska lik Shakespeares drama. I Saxos version får två bröder, Orvendil och Fengi, makten över Jylland av danernas kung Rorik. En kort tid efter detta gifter Orvendil sig med kung Roriks dotter Geruth (Gertrude i Hamlet). Amleth är deras första och enda barn. Fengi blir irriterad över broderns äktenskap och önskar sig ensam makt över Jylland. På grund av detta mördar han Orvendil. Efter en kort sorgetid gifter Fengi sig med Geruth, och förklaras sig som enväldig härskare över Jylland. Till slut hämnas Amleth mordet på sin far och planlägger mordet på sin farbror för att bli den nya och rättmätige konungen över Jylland.